# 丸井乙生
丸井 乙生（まるい いつき、1973年6月6日 - ）は、フリーのスポーツライター、リサーチャー。女性。青森県青森市出身。剣道四段。

## 経歴
青森県立青森高等学校、中央大学法学部を経てスポーツニッポンに入社。東京本社で五輪を担当、イギリス特派員でウィンブルドンを取材。仙台支社勤務を経て2000年末に東京本社に復帰の際にプロレス担当となる。主にプロレスリングZERO-ONEを担当し、そのトンチ溢れる記事から「プロレスマスコミのファンタジスタ」と呼ばれた。またFIGHTING TV サムライでのZERO-ONE中継では解説を担当した。2005年年頭にプロレス担当を離れヤクルト担当へ異動、その後ロッテ担当、ヤクルト担当を経て2012年より楽天担当になる。その後スポニチを退社し、2014年秋に独立。現在はスカパー!を中心に活動している。
2014年にテレビ番組（ウェブテレビ番組を含む）におけるリサーチ＆取材会社、株式会社アンサンヒーローを設立。

## 著書
- LAST BUMP 愛妻が明かす素顔の三沢光晴（2010年7月24日、ベースボール・マガジン社）

## 出演番組
- ロジャー大葉のラジオな気分（TBCラジオ）
- AbemaTVインタビュー駅伝（2018年1月3日、AbemaTV）
- 反骨のプロレス魂（2022年12月28日、BSフジ）